# Лубнін Сергій Миколайович
Сергій Миколайович Лубнін (9 вересня 1959, Глазов, СРСР) — радянський та український хокеїст, український хокейний тренер. Майстер спорту СРСР. Заслужений працівник фізичної культури і спорту України.

## Спортивна кар'єра
Вихованець хокейної школи міста Глазов (перший тренер — Є. Х. Чупін). У складі юнацької збірної Удмуртії їздив у турне до Чехословаччини. Бронзовий призер чемпіонату Європи 1977 року серед 18-річних хокеїстів у Німеччині. Виступав за команди «Прогрес» (Глазов), СКА МВО (Калінін), «Іжсталь» (Іжевськ), «Сокіл», «Беркут», ШВСМ (всі — Київ), «Комінєфть» (Нижній Одес, Росія), «Уйпешт ТЕ» (Будапешт, Угорщина), «Суомуссалмі Паллосеура» (Фінляндія).
У складі іжевського клубу дебютував 10 березня 1980 року у грі проти ленінградських армійців. Першу шайбу закинув у ворота ташкентського «Бінокора» 30 вересня того ж року. У вищій лізі першу шайбу закинув у ворота московського ЦСКА, які захищав Владислав Третьяк (10 жовтня 1981 року). Переможець Полярного кубка-1986 у Швеції, третій тризер міжнародного турніру «Золотий колос-1983» у Чехословаччині. Рекордсмен серед захисників «Іжсталі» по закинутим шайбам, результативним передачам і набраним очкам в елітному дивізіоні. Всього за іжевський колектив провів 352 матчі (47+75). У 1989 і 2012 роках його обирали до символічної п'ятірки найкращих гравців в історії «Іжсталі».
З сезону 1987/88 захищав кольори київського «Сокола». За п'ять сезонів провів у чемпіонатах СРСР 179 ігор (10+32). У складі національної збірної України виступав на двох чемпіонатах світу (1993, 1995).
Як головний тренер двічі ставав переможцем чемпіонату України: з «Беркутом» (2002) і «Соколом» (2008). Бронзовий призер відкритого чемпіонату Білорусі. У 1998—2001 роках очолював юніорську збірну України. Помічник головного тренера збірної України на чемпіонаті світу 2012 року. Наступного року очолював національну команду на Універсіаді в Трентіно (9-е місце). Працював з клубами «Вітебськ» (Білорусь), «Бєлгород», «Брянськ» (обидва — Росія), «Донбас-2003». У сезоні 2017/18 — головний тренер команди «Дніпро» з однойменного міста.

## Статистика
Статистика виступів в елітних дивізіонах:
| Сезон               | Клуб                | Ліга                | І   | Г  | П  | О   | ШХ  |
| ------------------- | ------------------- | ------------------- | --- | -- | -- | --- | --- |
| 1979-80             | «Іжсталь»           | вища                | 9   | 0  | 0  | 0   | 4   |
| 1981-82             | «Іжсталь»           | вища                | 39  | 3  | 6  | 9   | 42  |
| 1982-83             | «Іжсталь»           | вища                | 44  | 6  | 10 | 16  | 40  |
| 1983-84             | «Іжсталь»           | вища                | 38  | 8  | 3  | 11  | 63  |
| 1984-85             | «Іжсталь»           | вища                | 29  | 7  | 9  | 16  | 30  |
| 1985-86             | «Іжсталь»           | вища                | 22  | 2  | 13 | 15  | 34  |
| Всього за «Іжсталь» | Всього за «Іжсталь» | Всього за «Іжсталь» | 181 | 26 | 41 | 67  | 213 |
| 1987-88             | «Сокіл» (Київ)      | вища                | 42  | 0  | 4  | 4   | 4   |
| 1988-89             | «Сокіл» (Київ)      | вища                | 41  | 5  | 10 | 15  | 30  |
| 1989-90             | «Сокіл» (Київ)      | вища                | 45  | 2  | 8  | 10  | 22  |
| 1990-91             | «Сокіл» (Київ)      | вища                | 42  | 3  | 7  | 10  | 24  |
| 1991-92             | «Сокіл» (Київ)      | вища                | 9   | 0  | 3  | 3   | 6   |
| Всього за «Сокіл»   | Всього за «Сокіл»   | Всього за «Сокіл»   | 179 | 10 | 32 | 42  | 86  |
| Всього у вищій лізі | Всього у вищій лізі | Всього у вищій лізі | 360 | 36 | 73 | 109 | 299 |
| 1992-93             | «Сокіл» (Київ)      | МХЛ                 | 3   | 0  | 0  | 0   | 2   |
| 1997-98             | «Беркут» (Київ)     | СЄХЛ                | 8   | 1  | 3  | 4   | 16  |
| Всього в Д-1        | Всього в Д-1        | Всього в Д-1        | 371 | 37 | 76 | 113 | 317 |